# گونگ

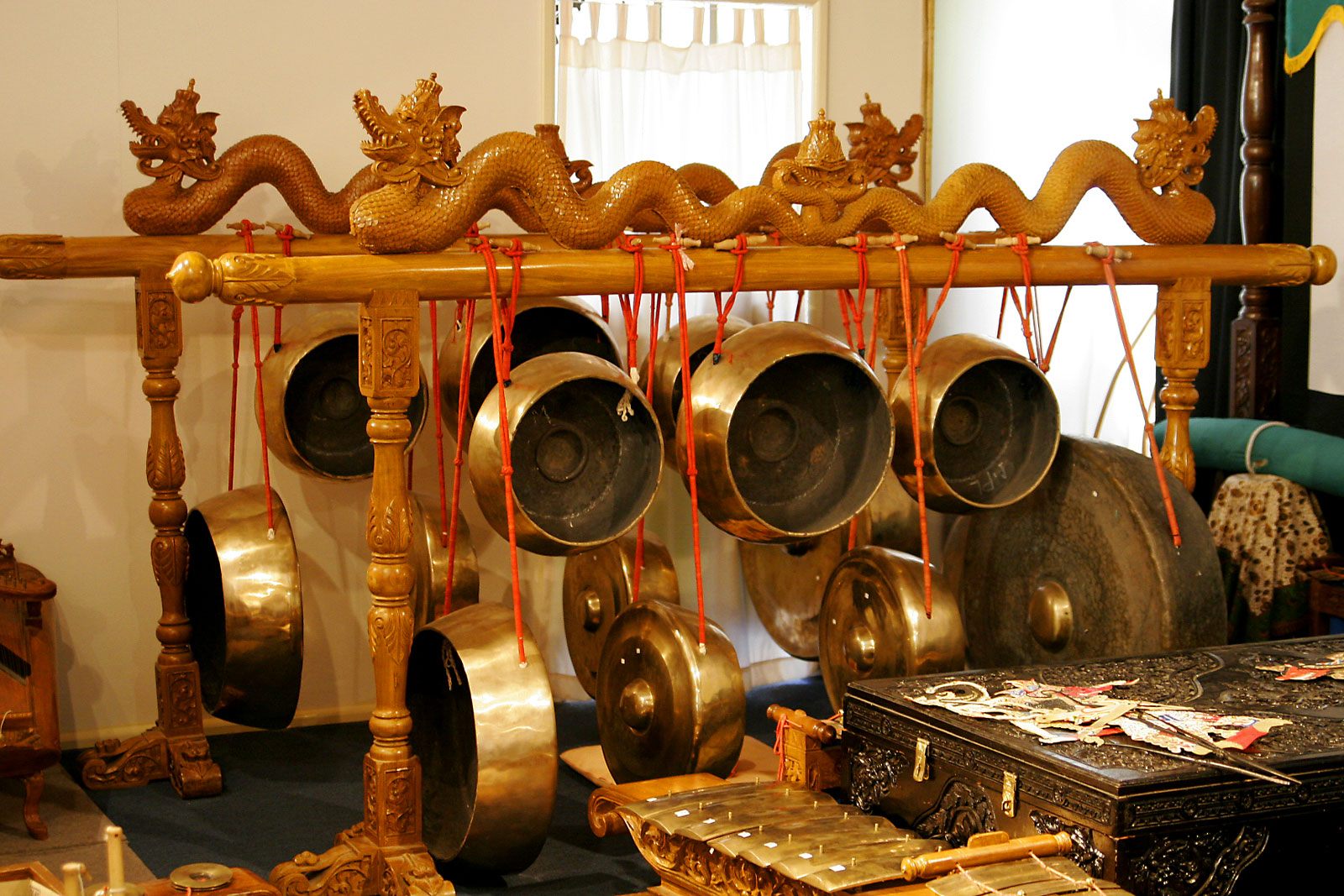
یک مجموعه گونگ در یک گروه از سازهای گاملان - سفارت اندونزی کانبرا

گونگ یا گانگ (به انگلیسی: gong؛ اندونزیایی و مالایی: gong; جاوه‌ای: ꦒꦺꦴꦁ ؛gong; چینی: 鑼؛ ژاپنی: 銅鑼) یک ساز موسیقی کوبه‌ای است که در شرق و جنوب شرقی آسیا گسترش یافته و به شکل یک صفحه فلزی مسطح و مدور است که با استفاده از یک کوبه نواخته می‌شود.
منشأ گونگ احتمالاً مناطق غربی چین، در قرن ششم است. اصطلاح گونگ از جزیره اندونزیایی جاوا سرچشمه گرفته‌است. تحقیقات علمی و باستان‌شناسی ثابت کرده‌است که برمه، چین، اندونزی (جاوا) و آنام چهار مرکز اصلی تولید گونگ جهان باستان بودند. نوعی از گونگ گلدانی برنز معروف به ناقوس استراحت، در یونان باستان و روم به‌طور گسترده مورد استفاده قرار می‌گرفت، به عنوان مثال در اوراکل معروف دودونا، جایی از گونگ نیز استفاده می‌شد.
گونگ‌ها عمدتاً از برنز یا برنج ساخته می‌شوند اما بسیاری از آلیاژهای فلزات دیگر نیز در آن‌ها استفاده می‌شود.

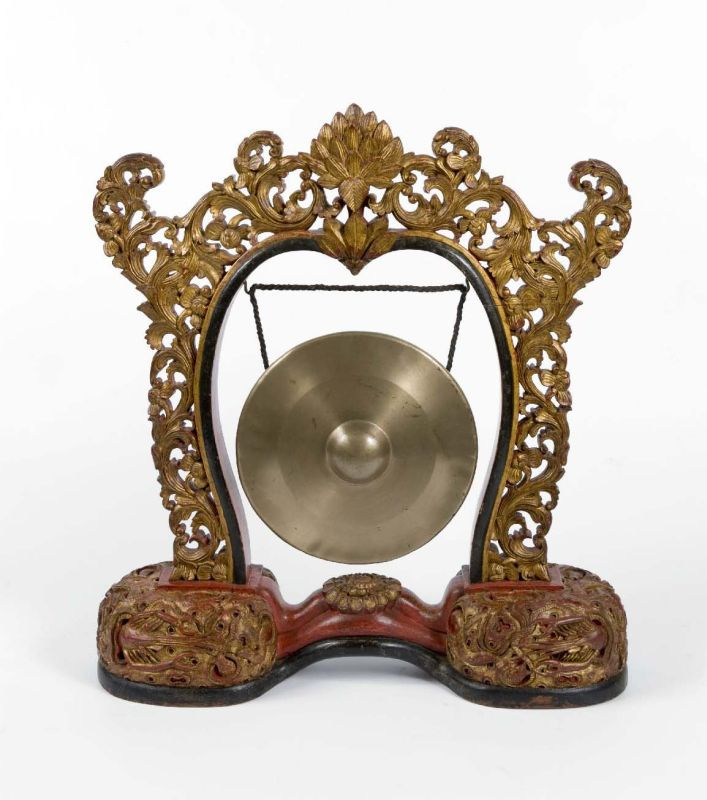
یک گونگ جاوایی - به سبک بالیایی، در یک قاب آویزان

## انواع
گونگ‌ها به‌طور گسترده در یکی از سه نوع قرار می‌گیرند:
1. گونگ‌های معلق که کم و بیش مسطح هستند، دیسک‌های مدور فلزی که به صورت عمودی معلق هستند و با استفاده از طنابی که از سوراخ‌های نزدیک به لبه بالا عبور می‌کند به ساز متصل شده.
2. گونگ‌های نوک پستانی یا رئیس که یک برجستگی یا دکمه در مرکز دارند و اغلب به حالت تعلیق در می‌آیند و به صورت افقی بازی می‌شوند.
3. گونگ‌های کاسه‌ای که به صورت کاسه‌ای هستند و روی بالشتک‌هایی قرار می‌گیرند.

دومی ممکن است یکی از اعضای دسته زنگ در نظر گرفته شود.